# Babelomurex capensis
Babelomurex capensis is een slakkensoort uit de familie van de Muricidae. De wetenschappelijke naam van de soort is voor het eerst geldig gepubliceerd in 1928 door Tomlin.